# Långstjärtad astrild
Långstjärtad astrild (Poephila acuticauda) är en fågel i familjen astrilder inom ordningen tättingar.

## Utseende
Långstjärtad astrild är en liten brunaktig fågel med just en ovanligt lång, svart stjärt. Den har i övrigt grått huvud, svart strupe, smal svart tygel och antingen röd eller gul näbb. I flykten syns att övergumpen är vit. Liknande stenknäcksastrilden saknar det gråa på huvudet men har istället en svart ögonmask.

## Utbredning och systematik
Långstjärtad astrild delas in i två underarter med följande utbredning:
- P. a. hecki – norra Australien (Arnhem Land, Northern Territory till nordvästra Queensland)
- P. a. acuticauda – nordvästra Western Australia (Kimberley Division)

## Status
Arten har ett stort utbredningsområde och beståndet anses stabilt. Internationella naturvårdsunionen IUCN listar den därför som livskraftig (LC).